# Narodna knjižnica Argentine
Narodna knjižnica Mariano Moreno (špansko Biblioteca Nacional "Mariano Moreno") je največja knjižnica v Argentini. Nahaja se v bairio -okraju Recoleta v Buenos Airesu. Knjižnica je dobila ime po Marianu Morenu, enem izmed ideologov majske revolucije  in prvem direktorju.
Nacionalna knjižnica je agencija pod ministrstvom za kulturo Argentine.

## Zgodovina

### Javna knjižnica v Buenos Airesu
Prvotno poimenovana Javna knjižnica v Buenos Airesu in je bila ustanovljena septembra 1810 z odlokom prve vladne junte (Primera Junta) majske revolucije, kasneje pa je postala edina nacionalna knjižnica v državi, ko je leta 1884 ponovno opredelila svoje poslanstvo in formalno spremenila svoje ime v Nacionalna knjižnica Argentine. Prvi sedež, stari dvorec iz 18. stoletja, ki je pripadal jezuitom, je bil na vogalu ulice Moreno in ulice Peru, znotraj zgodovinskega jezuitskega okoliša, znanega kot Manzana de Las Luces.
Mariano Moreno, prvi direktor, je spodbudil ustanovitev knjižnice kot del svežnja ukrepov, namenjenih oblikovanju javnega opozorila na politično in državljansko življenje. Poleg tega so bili temelji javne knjižnice postavljeni kot utemeljitev javnega izobraževanja in poučevanja kot sredstva za izgradnjo avtonomne države. Začetna zbirka je bila prepletena z bojem za neodvisnost in je bila zbrana iz razlaščene osebne zbirke škofa Orellana, pa tudi iz domoljubnih donacij Cabilda, Real Colegio San Carlos, Luisa Joséja Chorroarína in Manuela Belgrana. Prva glavna direktorja knjižnice sta bila dr. Saturnino Segurola in Fray Cayetano Rodriguez, oba moža Cerkve. Sledila sta Chorroarín in Manuel Moreno (brat in biograf ustanovitelja). Rodovi direktorjev, ki so sledili, še vedno veljajo za ključni del argentinske intelektualne in zgodovinske strukture: Marcos Sastre, Carlos Tejedor, José Mármol, Vicente Quesada, Manuel Trelles in José Antonio Wilde.

### Narodna knjižnica
Ko je Buenos Aires postal glavno mesto republike, je Javna knjižnica v Buenos Airesu postala Narodna knjižnica, za njenega direktorja pa je bil imenovan Antonio Wilde. Wilde ni ostal dolgo zaradi starosti in smrti po nenadni bolezni. Na direktorskemu položaju ga je nasledil Paul Groussac. Groussac je ustvaril metodološki klasifikacijski sistem, ki temelji na Brunetovem bibliografskem modelu, se lotil katalogizacije rokopisne zbirke in izdal dve izjemni reviji: La Biblioteca, ki je ena najprestižnejših literarnih revij, in Los Anales de la Biblioteca.
Drugi mejnik je bilo odprtje stavbe na ulici Mexico (v okrožju Montserrat) leta 1901, stavbe, ki je bila prvotno zasnovana za Državno loterijo. To je razlog, da so bili zgodnji obiskovalci, ki ne poznajo zgodbe stavbe, pogosto presenečeni, ko so hodili po stopnišču, okrašenem z loterijskimi okraski. V času štiridesetletne administracije Groussaca je bila dediščina knjižnice obogatena tudi s številnimi pomembnimi donacijami, vključno z osebno zbirko Angela Justinijana Carranze, 18.600 zvezkov pravnega strokovnjaka iz 19. stoletja Amancia Alcorte in zbirko Martína Garcíe Merou, ki je vsebovala dragocene prispevke o temelju mesta Buenos Aires. Ironično je, da je tako kot nekdanji direktor Mármol in prihodnji direktor Borges tudi Groussac oslepel. Še nekaj let je deloval kot direktor Narodne knjižnice, preden je leta 1929 umrl.
Leta 1931 je bil za osemnajstega direktorja knjižnice imenovan splošno znani romanopisec Gustavo Martínez Zuviría. V času mandata Martineza Zuviria je bila v središču posodobitev storitev in rast knjižnične zbirke; oboje je okrepilo narodno dediščino. Med številnimi prejetimi nakupi in donacijami je pomembno izpostaviti njegov nakup zbirke Foulché-Delbosc.
Naslednji direktor, čigar prisotnost je ena ključnih argentinskih intelektualnih osebnosti 20. stoletja, je bil Jorge Luis Borges. Ustanovo je vodil skupaj z namestnikom direktorja Edmundom Joséjem Clementejem od leta 1955 do leta 1973. Kmalu po imenovanju je bil obveščen, da mora zaradi oslabelega vida opustiti branje in pisanje.

### Nova stavba
Clemente, njegov drugi predstojnik in njegov tesen prijatelj, je bil zelo vpleten v gradnjo nove stavbe, ki stoji na mestu palače Unzué, uradne rezidence, v kateri sta prebivala predsednik Juan Perón in njegova pokojna žena Evita Perón. Po politično motiviranem rušenju palače Unzué leta 1958 so bili določeni prostori za novo glavno stavbo knjižnice. Brutalistična arhitektura stavbe je bila zasnovana leta 1961, vendar se je gradnja začela šele leta 1971. Nova knjižnica je bila odprta 10. aprila 1992.
Zaporedne spremembe v vladnem vodstvu in birokracijah ter nekatere brezbrižnosti do kulturnih zadev so bile dejavniki, ki so upočasnili projekt, ki so ga prvotno predvideli arhitekturna skupina Clorindo Testa, Francisco Bullrich in Alicia Cazzaniga. Z nastankom nove stavbe je potreba po usposobljenem osebju za knjižnico privedla do ustanovitve Nacionalne knjižničarske šole v stari stavbi.